# Palazzo Mincuzzi
El Palazzo Mincuzzi es un palacio histórico de Bari, Italia.

## Historia
El edificio fue construido entre el 1926 y el 1928 según el proyecto del arquitecto Aldo Forcignanò y del ingeniero Gaetano Palmiotto por la voluntad de la familia Mincuzzi, propietaria de los homónimos grandes almacenes. La inauguración del palacio tuvo lugar el 28 de octubre de 1928 con la participación de las autoridades e de muchos habitantes de la ciudad. El palacio se convirtió rápidamente en el icono de la Bari comercial.

## Descripción
El palacio es un típico ejemplo de arquitectura comercial de principios del siglo XX. El edificio se destaca por su riquísimo conjunto decorativo y por su cúpula.